# Lycée français de Singapour
Pour les articles homonymes, voir IFS.
Le International French School of Singapore (IFS), anciennement le Lycée français de Singapour est un établissement scolaire français à l'étranger situé à Singapour. Fondé en 1999, il regroupe sur ses différents campus, AMK 3000, construit en 1999 et AMK 2900 construit en 2016. Il abrite des classes allant de la maternelle au lycée. Il assure la formation des élèves français résidant à Singapour, ainsi que de nombreux francophones, dont le français n'est pas nécessairement la langue maternelle. Les élèves du Lycée français de Singapour sont majoritairement français mais plus d'une cinquantaine de nationalités sont également représentées. Le LFS accueille aujourd'hui quelque 2800 élèves.

## Histoire
Depuis 1967 fonctionnait à Singapour une « petite école française de l'étranger » gérée par une association de parents d'élèves.
À l'ouverture de la nouvelle école à Bukit Tinggi en septembre 1984 fut élu le premier conseil exécutif. En 1993, il devint manifeste que l'école de Bukit Tinggi ne pouvait plus satisfaire aux besoins de la communauté. Un nouveau projet de construction d'une nouvelle école fut élaboré.
En mai 1999, un nouveau lycée d'une capacité d'un millier d'élèves ouvrait ses portes à Ang Mo Kio, accueillant sur un même site de 2,4 hectares le secondaire, l'élémentaire et la maternelle. Le 8 avril 2016, un nouveau campus, faisant de l'établissement un des plus importants de l’ensemble du réseau AEFE portant sa capacité à 3 500 élèves et à terme à 4 000, a été inauguré par le secrétaire d'État Matthias Fekl, chargé du commerce extérieur, du tourisme et des Français de l’étranger.
Le Lycée français de Singapour compte en 2016 près de 2 400 élèves de la maternelle à la classe terminale, dont 2 188 Français et plus de 200 personnels. 
Les frais de scolarité pour l'année 2015-2016 vont de 4 725 SGD à 10 260 SGD (pour les Français) ou 6 015 SGD à 11 540 SGD (pour les élèves d'autres nationalités) par trimestre selon la classe de l'élève, sans compter les droits de première inscription (2 675 SGD) ou de réinscription (1 605 SGD).
Le Lycée français de Singapour changera de nom en 2020. Il s'appellera International French School (IFS). À noter qu'un changement de logo aura aussi lieu.

## Résultats

### Baccalauréat[4]
Les résultats du baccalauréat 2018
| Série | Candidats | Admis | Mention TB | Mention B | Mention AB | Mentions | % Admis |
| ----- | --------- | ----- | ---------- | --------- | ---------- | -------- | ------- |
| S     | 96        | 96    | 60         | 22        | 10         | 92       | 100 %   |
| ES    | 41        | 41    | 18         | 12        | 8          | 38       | 100 %   |
| L     | 4         | 4     | 3          | 0         | 0          | 3        | 100 %   |
| Total | 141       | 141   | 81         | 34        | 18         | 133      | 100 %   |

94, 3 % des candidats ont obtenu une mention.
Les résultats du baccalauréat 2016
| Série | Candidats | Admis | Mentions | % Admis |
| ----- | --------- | ----- | -------- | ------- |
| S     | 68        | 68    |          | 100 %   |
| ES    | 54        | 53    |          | 98.1 %  |
| L     | 6         | 6     |          | 100 %   |
| Total | 128       | 127   | 113      | 99.2 %  |

Les résultats du baccalauréat 2015
| Série | Candidats | Admis | Mention TB | Mention B | Mention AB | Mentions | % Admis |
| ----- | --------- | ----- | ---------- | --------- | ---------- | -------- | ------- |
| S     | 51        | 51    | 28         | 11        | 11         | 50       | 100 %   |
| ES    | 42        | 42    | 21         | 15        | 6          | 42       | 100 %   |
| L     | 15        | 15    | 4          | 4         | 6          | 14       | 100 %   |
| Total | 108       | 108   | 53         | 30        | 23         | 106      | 100 %   |

98,15 % des candidats ont obtenu une mention.
Les résultats du baccalauréat 2014
| Série | Candidats | Admis | Mention TB | Mention B | Mention AB | Mentions | % Admis |
| ----- | --------- | ----- | ---------- | --------- | ---------- | -------- | ------- |
| S     | 58        | 58    | 33         | 21        | 3          | 57       | 100 %   |
| ES    | 23        | 23    | 8          | 7         | 5          | 20       | 100 %   |
| L     | 5         | 5     | 1          | 2         | 1          | 4        | 100 %   |
| Total | 86        | 86    | 42         | 30        | 9          | 81       | 100 %   |

94,19 % des candidats ont obtenu une mention.
Les résultats du baccalauréat 2013
| Série | Candidats | Admis | Mention TB | Mention B | Mention AB | Mentions | % Admis |
| ----- | --------- | ----- | ---------- | --------- | ---------- | -------- | ------- |
| S     | 52        | 52    | 20         | 21        | 7          | 48       | 100 %   |
| ES    | 24        | 24    | 7          | 9         | 7          | 23       | 100 %   |
| L     | 10        | 9     | 5          | 3         | 1          | 9        | 90 %    |
| Total | 86        | 85    | 32         | 33        | 15         | 80       | 100 %   |

89,53 % des candidats ont obtenu une mention.
Les résultats du baccalauréat 2012
| Série | Candidats | Admis | Mention TB | Mention B | Mention AB | Mentions | % Admis |
| ----- | --------- | ----- | ---------- | --------- | ---------- | -------- | ------- |
| S     | 41        | 41    | 13         | 15        | 7          | 35       | 100 %   |
| ES    | 27        | 27    | 8          | 6         | 10         | 24       | 100 %   |
| L     | -         | -     | -          | -         | -          | -        | -       |
| Total | 68        | 68    | 21         | 21        | 17         | 59       | 100 %   |

88,76 % des candidats ont obtenu une mention.
Les résultats du baccalauréat 2011
| Série | Candidats | Admis | Mention TB | Mention B | Mention AB | Mentions | % Admis |
| ----- | --------- | ----- | ---------- | --------- | ---------- | -------- | ------- |
| S     | 44        | 44    | 15         | 12        | 16         | 43       | 100 %   |
| ES    | 22        | 22    | 6          | 6         | 5          | 17       | 100 %   |
| L     | 6         | 6     | 1          | -         | 3          | 4        | 100 %   |
| Total | 72        | 72    | 22         | 18        | 24         | 64       | 100 %   |

88,9 % des candidats ont obtenu une mention.

### DNB
| Année Scolaire | Nombre de candidats | Mention TB | Mention B | Mention AB | Admis | % Admis |
| -------------- | ------------------- | ---------- | --------- | ---------- | ----- | ------- |
| 2013-2014      | 133                 | 54         | 42        | 25         | 9     | 97,74 % |
| 2012-2013      | 139                 | 57         | 58        | 22         | 2     | 100 %   |
| 2011-2012      | 113                 | 44         | 45        | 21         | 3     | 100 %   |
| 2010-2011      | 71                  | 28         | 33        | 9          | 1     | 100 %   |

Le LFS affiche depuis 2011 un taux de réussite proche de 100 %.